# KC (1987년 설립된 기업)
주식회사 KC는 대한민국의 수산화알루미늄 제조 기업이다.